# Santa Maria Assunta-katedrális (Siena)

Alaprajz: 1) Antonio Federighi szenteltvíztartója 2) Raffaello Vanni Szent Ferenc 3) Pier Dandini Szent Katalin. 4) harangtorony 5) Gian Luigi Bernini Chigi-kápolna 6) Luigi Mussini Saint Crescentius 7) Alessandro Casolani Nativity 8) Fából készült kórus 9) Duccio di Buoninsegna festett üvegablak 10) Baldassare Peruzzi főoltár 11) Donatello Pecci püspök sírja 12) Domenico Beccafumi Kandeláber-tartó angyalok 13) Nicola Pisano Szószék 14) Francesco Vanni Szent Ansanus 15) Donatello Keresztelő Szent János 16) Piccolomini Könyvtár 17) Andrea Bregno Piccolomini-oltár 18) padlózat 19) sekrestye

A Santa Maria Assunta-katedrális (magyarul Mennyekbe fölvett Mária-székesegyház; olaszul Cattedrale di Santa Maria Assunta) Siena fő temploma. A város színeivel, fekete és fehér márvánnyal burkolt dóm Siena legnagyobb és leghíresebb egyházi épülete, az olasz gótikus építészet egyik legjelentősebb alkotása.

## Története
A dómot a három dombon épült város legmagasabb pontján kezdték el építeni, ahol a római korban valószínűleg egy Minerva-templom állott. A 9. században már püspöki palota állt itt. 1058 decemberében szinódust tartottak az itt álló templomban, ahol megválasztották II. Miklós pápát és leváltották X. Benedek ellenpápát. Az új templomot a 11. században román stílusban kezdték el építeni, majd gótikus stílusban folytatták. 1196-ból maradtak fenn adatok arról, hogy az új, a legnagyobb keresztény templomnak szánt gótikus épület megalkotását a hatalmas kereszthajó építésével kezdték meg azzal, hogy ez fog templomul szolgálni mindaddig, amíg a hosszanti hajó el nem készül majd.
1215-től már naponta tartottak miséket az épületben. 1226-tól arról maradtak fenn adatok, hogy fekete és fehér márványt szállítottak a templom építkezéséhez, amire nyilván a homlokzat és a harangtorony építéshez volt szükség. 1264-ben egy bizonyos Rosso Padellaio készítette el a kupola tetejét díszítő rézgömböt.
1339-ben láttak hozzá az eredetileg is tervezett főhajó megépítéséhez, ami több mint megkettőzte volna a templom fő méreteit és a jelenlegi templom csak kereszthajó lett volna. Mint a középkorban egy sor más itáliai városállam, Siena is a világ legnagyobb templomát szerette volna megépíteni. Az építkezést Giovanni di Agostino irányította, aki addig inkább szobrászként volt ismert. 1348-ban a fekete halál, a pestisjárvány állította meg a munkálatokat, mivel a város lakosságának mintegy kétharmada életét vesztette. A munkálatokat soha nem folytatták, mert időközben az is kiderült, hogy a bővítés tervezése és addigi kivitelezése során súlyos hibák történtek. Az addig megépült részletek ma is állnak a dómtól délre; a tervezett új homlokzat széles falának tetején kilátót alakítottak ki a turisták számára.
A dóm kórusa alatt 1999-2003 között fedezték fel a korábbi templom narthexét, jelentős 13. századi freskókkal. Ezt csak a keresztelőkápolna építésekor temették be törmelékkel. Ma ez az építmény is látogatható.

## Leírása
A dóm homlokzatát Giovanni Pisano tervei szerint alakították ki a 13. század végén. A háromszögletű felső oromzatok már későbbiek, a bennük levő tarka mozaikok pedig csak 19. századiak. A talán túlságosan is díszes főhomlokzat hasonlatos az orvietói dóméhoz, amit szintén csak az újkorban fejeztek be. Az oldalhomlokzat egyszerű fekete-fehér csíkozású márványburkolata tisztán megőrizte a középkori formákat. A szintén a sienai színeket viselő, fekete-fehér zebracsíkozású, pisai-lombard stílusú harangtorony a jobb oldali homlokzat mellett magasodik.
A templom háromhajós belső tere rendkívül gazdagon díszített. A padlózat márványberakásos, az oszlopkötegek szintén fekete-fehér márványból vannak. A kupolát tartó pillérkötegek aszimmetrikusan helyezkednek el. A kupola előtti egyik oszlopköteghez csatlakozik a szószék, Nicola és Giovanni Pisano, valamint tanítványaik munkája 1266-68-ból. A nyolcszögletű, oszlopok által tartott pulpitus felső domborművei Jézus életének egyes eseményeit illusztrálják. A lépcsőfeljárat a 16. század közepén készült reneszánsz stílusban. A templomfalakon fent, a boltívek kezdeténél végigfutó 15. századi párkányzaton az addig uralkodott 172 pápa terrakotta fejszobra áll.
A harangtoronyba vezető ajtó fölött látható Tommaso Piccolomini püspök síremléke 1485-ből. A harangtoronyról a dóm – kívülről egyébként nehezen megfigyelhető – kupolájára, a tervezett, de el nem készült nagy főhajóra, és az egész városra gyönyörű kilátás nyílik.
A jobb kereszthajó jobb oldali, úgynevezett Chigi-kápolnájában Bernini barokk szobrai láthatóak. A márvány főoltár Baldassare Peruzzi munkája 1536-ból; rajta a bronz tabernákulum Vecchietta műve 1467-ből. Az apszis Mária életét ábrázoló üvegfestményei még 1288-ból valók, Duccio di Buoninsegna munkái. A bal oldali ajtó a sekrestyébe és a káptalani terembe vezet. A bal kereszthajóból is két kápolna nyílik. A jobb oldaliban Petrini kardinális gótikus siremlékét Tino di Camaino készítette 1314-18-ban. A bal oldali kápolna Donatello Keresztelő Szent János-szobráról nevezetes.
A bal oldali hajó falán reneszánsz kettős márvány kapuforma látható, közülük a bal oldali vezet a Piccolomini Könyvtárba. Ez a terem a dóm egyik különleges nevezetessége, III. Piusz pápa építtette a 15. és a 16. század fordulóján. A könyvtár freskóit Pinturicchio készítette 1505-1507 között, és ezek az ugyancsak a Piccolomini-családból származó II. Piusz pápa életének főbb eseményeit mutatják be tíz képben. A dóm bal oldalhajójában, a kijárat felé továbbhaladva, a nagyméretű márvány Piccolomini-oltár a 15. század végéről való. Egyes szobrait az akkor itt tevékenykedő fiatal Michelangelónak tulajdonítják.
A templom padlózatát 56 darab, színes intarziával vagy sgraffito-technikával készült, általában bibliai tematikájú márványkép ékesíti. Ezeket 1373 és 1662 között készítették különböző művészek. Az egyik márványkép Zsigmond német-római császárt, magyar királyt ábrázolja trónon ülve, hívei körében.